# Plenkovice
Plenkovice (en allemand : Plenkowitz) est une commune du district de Znojmo, dans la région de Moravie-du-Sud, en République tchèque. Sa population s'élevait à 369 habitants en 2020.

## Géographie
Plenkovice se trouve à 8 km au nord-ouest de Znojmo, à 54 km à l'ouest-sud-ouest de Brno et à 172 km au sud-est de Prague.
La commune est limitée par Kravsko à l'ouest et au nord-ouest, par Hluboké Mašůvky au nord-est et à l'est, et par Znojmo au sud.

## Histoire
La première mention écrite de la localité date de 1343.